# 秋田北バイパス

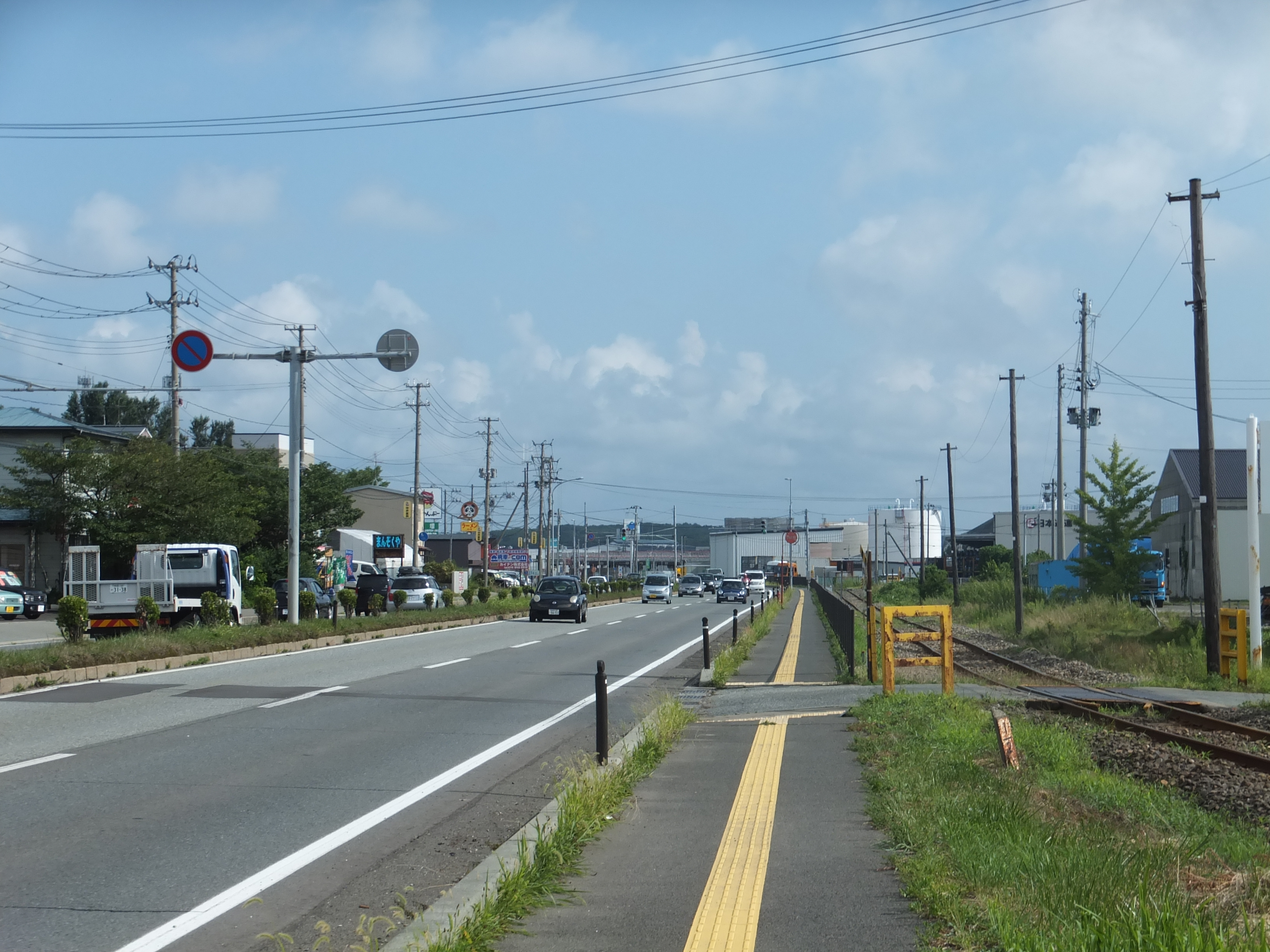
国道7号秋田北バイパス

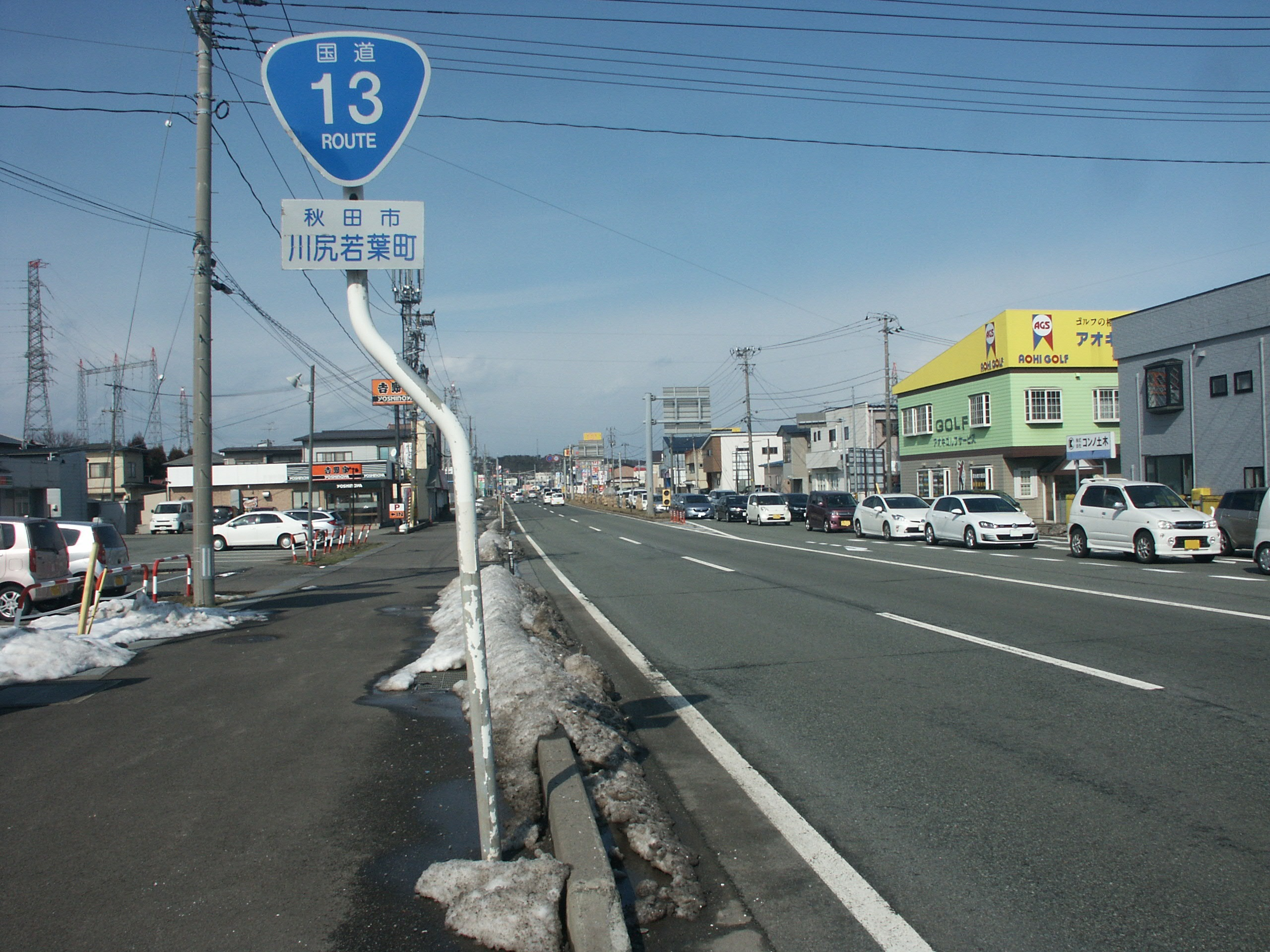
秋田市川尻若葉町付近

秋田北バイパス（あきたきたバイパス）は、秋田県秋田市内を経由する国道13号および国道7号のバイパス路線。うち、同市茨島一丁目の茨島交差点から同市飯島道東一丁目の飯島三叉路に至る区間である。別称は秋田臨海バイパス（あきたりんかいバイパス）、通称は臨海。
同市川尻町字大川反の臨海十字路で秋田南バイパスと接続。この臨海十字路を境に、南側が国道13号、北側が国道7号となる。

## 沿革
- 1974年4月19日：全区間完成[1]。当初はすべて国道7号。
- 2004年4月1日：茨島交差点から臨海十字路までの区間を国道13号に指定変更。

## 主な接続道路
- 秋田県道56号秋田天王線（新国道、茨島交差点）
- 秋田南バイパス（山王臨海十字路）
- 秋田県道26号秋田停車場線（山王大通り、山王臨海十字路）
- 秋田県道65号寺内新屋雄和線（港大橋交差点。旧称・蛭根交差点）
- 秋田港港湾道路（土崎臨海十字路） - 秋田市街 - 男鹿半島のメインルート

## この付近の建物
- 秋田朝日放送本社
- 秋田魁新報本社
- 秋田市立体育館
- 秋田県立武道館
- 秋田県青少年交流センター
- 秋田城跡歴史資料館 - 旧道沿い
- 道の駅あきた港 - 港湾道路を介しての接続となっているが、本路線（国道7号）を登録路線としている
- ヤマダ電機家電住まいる館YAMADA秋田本店
- ケーズデンキ秋田中央本店（デンコードー運営）
- ラウンドワンスタジアム秋田店
- イオン秋田中央店
- イオン土崎港店
- フレスポ土崎